# Hussaini Dalan
Le Hussaini Dalan a originellement été construit durant la seconde moitié du règne de l'Empire moghol au XVIIe siècle à Dacca. Il a été construit en tant que l'Imambara ou la maison de l'imam de la communauté chiite. Le Hussaini Dalan était l'endroit où se tenaient les majlis ou les rassemblements tenus durant le mois du mouharram.

## Annexe